# جيل أول (شبكات اتصال)

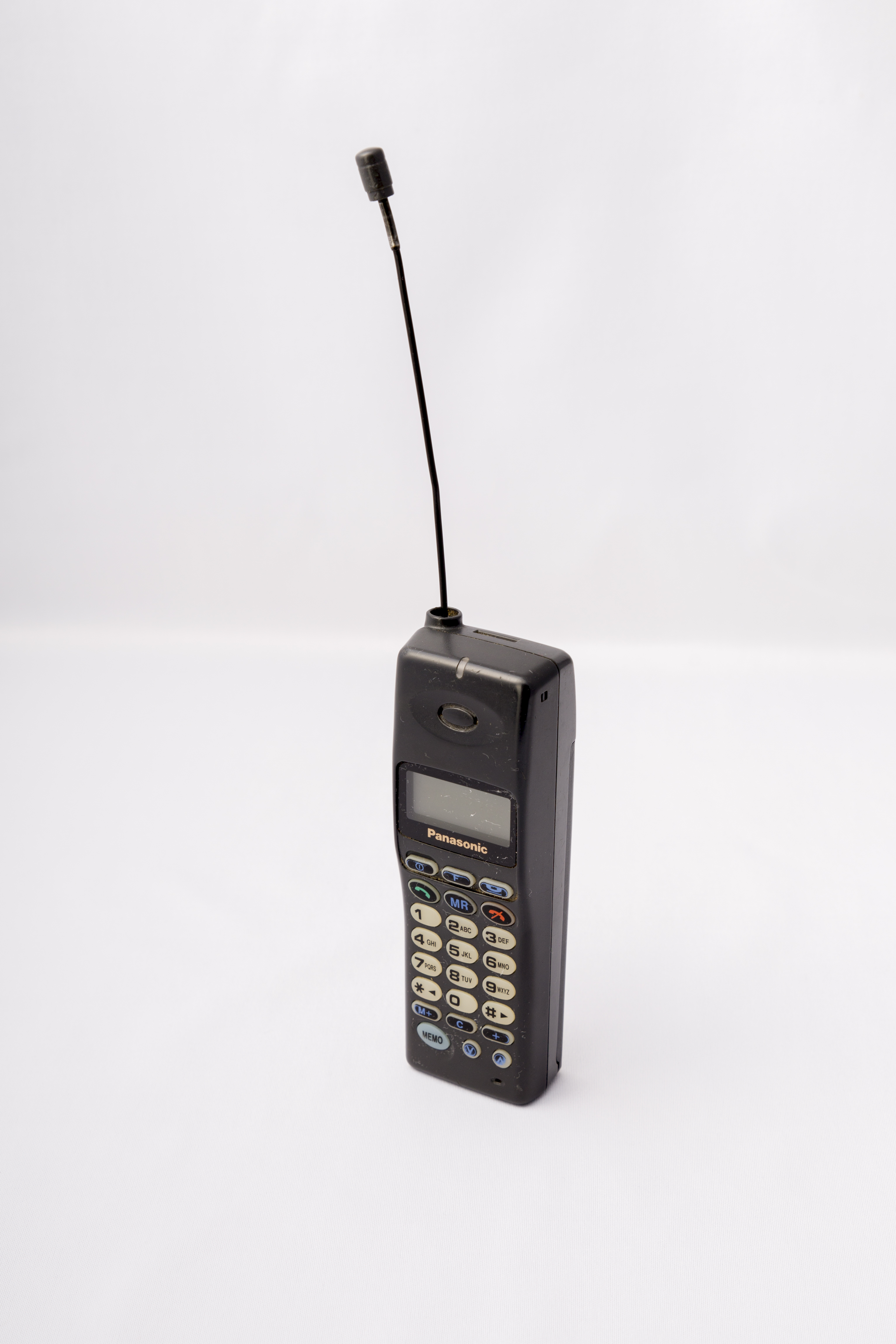
السنة : 1880-1990التكنولوجيا : AMWPS و TACSمعدل سرعة البيانات : 2.4kpbs

تشير 1G إلى الجيل الأول من التكنولوجيا الخلوية اللاسلكية ( الاتصالات المتنقلة ). هذه هي معايير الاتصالات التناظرية التي تم تقديمها في الثمانينيات واستمرت حتى تم استبدالها بشبكة اتصالات رقمية 2G . الفرق الرئيسي بين النظامين الخلويين المتنقلين (1G و 2G)، هو أن الإشارات الراديوية المستخدمة من قبل شبكات 1G هي تناظرية، في حين أن شبكات 2G رقمية.